# 청색 밀집 왜소 은하
천문학에서 청색 밀집 왜소 은하(영어: Blue compact dwarf galaxy, BCD 은하)는 어리고 뜨겁고 무거운 별로 구성된 큰 성단을 포함하는 작은 은하이다.

## 청색인 이유
이러한 청색의 매우 밝은 별들은 은하 자체가 청색으로 보이게 만드는 원인이다.

## 분류
대부분의 BCD 은하는 왜소 불규칙 은하 또는 왜소 렌즈형 은하로 분류되기도 한다. BCD 은하는 성단으로 구성되어 있기 때문에 특정한 형태가 없다. 이들은 많은 양의 가스를 단번에 소모하는데, 매우 격렬한 별의 형성 활동을 야기한다.

## 항성 형성
BCD 은하는 새로운 별의 형성 과정에 있으며, 차갑다. 은하의 별들은 모두 서로 다른 시기에 형성되었는데, 그래서 은하는 냉각되어 새로운 별을 형성할 물질을 축적할 시간을 가진다. 시간이 지나면서 별의 형성은 은하의 모양을 변화시킨다.

## 예시
근처의 예시로는 NGC 1705, NGC 2915, NGC 3353이 있다.   

## 같이 보기
- 초 밀집 왜소 은하
- 왜소 은하